# Anoba javensis
Anoba javensis là một loài bướm đêm trong họ Erebidae.